# Primera batalla d'Ieper
La primera batalla de Ieper (Ypres) (en francès: Première Bataille des Flandres; alemany: Erste Flandernschlacht 19 d'octubre - 22 de novembre de 1914) també anomenada la Batalla de Flandes o d'Holanda, va ser l'última llarga batalla del primer any de la Primera Guerra Mundial (1914) lliurada al front occidental al voltant de Ieper, a Flandes Occidental, Bèlgica. Realment, aquesta batalla, va ser una successió de diverses batalles que van començar el 19 d'octubre de 1914 i van finalitzar als voltants del novembre del mateix any. Va marcar, juntament amb el final de la batalla l'I Jzer (16-31 d'octubre), entre el 4t Exèrcit alemany, l'exèrcit belga i la marina francesa. el final de la suposada Guerra de moviments per afrontar la Guerra de trinxeres que va caracteritzar la Gran Guerra.
La batalla va formar part de la Primera Batalla de Flandes, en la qual els exèrcits alemanys, francesos, belgues i la força expedicionària britànica (BEF) van lluitar des d'Arràs a França fins a Nieuwpoort, a la costa belga, del 10 d'octubre a mitjan novembre. Les batalles de Ieper van començar al final de la cursa cap al mar, intents recíprocs dels exèrcits alemany i franco-britànic d'avançar per sobre del flanc nord dels seus oponents.